# Goléon
Il Goléon (3.427 m s.l.m. - detto anche Aiguille du Goléon ) è una montagna della Catena Aiguilles d'Arves-Mas de la Grave nelle Alpi del Delfinato. Si trova nel dipartimento francese delle Alte Alpi.
La montagna è molto vicina alle Aiguilles de la Saussaz. Il Col Lombard (3.092 m) separa il Gruppo Saussaz-Goléon dalle Aiguilles d'Arves.